# Benito Alazraki
Benito Alazraki Algranti (Ciutat de Mèxic, 27 d'octubre de 1923-6 de juny de 2007), conegut com a Benito Alazraki , va ser un escriptor, productor i director de cinema i televisió mexicà.

## Formació
Fill de l'industrial tèxtil turc León Alazraki Barquí,qui al final de la dècada de 1940 va exercir com a president de la comunitat jueva d'origen espanyol i un dels principals promotors del moviment sionista durant la seva estada a Mèxic, i de Rosa Algranti Franco. El matrimoni va radicar a París i a la Ciutat de Mèxic, i van educar als seus fills en carreres enfocades en les lletres i la música. Benito va ser germà del productor de cinema i concertista Samuel Alazraki.
De jove, Benito va pensar a dedicar-se a la literatura, doncs en tornar de París, on va viure durant la seva infància i adolescència, va entrar en contacte amb molts dels intel·lectuals espanyols exiliats a Mèxic arran de la Guerra Civil Espanyola, com León Felipe, qui li va prologar el seu primer llibre de poemes titulat La voluntad de la tierra (amb el qual va guanyar el Concurs Nacional de Literatura en 1943), Emilio Prados, Manuel Altolaguirre (a qui contractaria com argumentista de Panamerican Films), Antonio Rodríguez Luna, Carlos Velo, Manolo Fontanals ((escenògraf del teatre itinerant La Barraca, creat per Federico García Lorca), Eduardo Ugarte i Juan Rejano, entre altres. Molts d'aquests intel·lectuals exiliats no van oblidar que Benito va fixar amb posterioritat la seva residència a l'Espanya franquista durant quinze anys, en els quals va col·laborar com a assessor en el Ministeri d'Informació i Turisme, dirigit en aquest període per Manuel Fraga Iribarne. Va estudiar en la Facultat de Dret de la Universitat Nacional Autònoma de Mèxic (UNAM), i va ser company de carrera de Luis Echeverría Álvarez i de José López Portillo, i a la Facultat de Filosofia i Lletres, també de la UNAM, on va ser alumne de Xavier Villaurrutia. Va rebre el reconeixement del seu amic Camilo José Cela, en la seva qualitat de president del jurat d'edicions Alfaguara, per la seva novel·la Ebro y Hebrón, que fa referència a l'herència sefardita d'Espanya.

## Cinema
Benito i el seu germà Samuel Alazraki van fundar la companyia Panamerican Films, que es va destacar per haver produït les pel·lícules mexicanes Enamorada (1946) i La diosa arrodillada (1947), ambdues protagonitzades per María Félix. Aquesta última cinta va portar a la fallida a Panamerican Films, que posteriorment adquiriria el productor espanyol Cesáreo González Rodríguez (sense Benito, Samuel Alazraki també produiria altres cintes com Entre hermanos (1945), amb Carmen Montejo i Pedro Armendáriz, i La escondida (1955), també amb María Félix i Armendáriz).
Benito va exercir com a productor i coescritor del guió de la pel·lícula Enamorada, que va dirigir Emilio “El Indio” Fernández. La cinta va guanyar nou Ariels, inclòs el de millor pel·lícula. En 1954 va dirigir la seva primera pel·lícula, Raíces, un drama indigenista que en quatre escenaris narra els enfrontaments de la civilització moderna amb el món indígena tradicional. El film es va basar en quatre contes del llibre El diosero, de Francisco Rojas González,  i va ser guardonat amb el Premi FIPRESCI en el 8è Festival Internacional de Cinema de Canes de 1955.
Des de 1956 va ser membre del Sindicato de Trabajadores de la Producción Cinematográfica de Mèxic i a partir de llavors va dirigir al voltant de quaranta pel·lícules, entre les quals destaquen: Los amantes (1956), cinta originalment concebuda perquè la protagonitzés l'actriu i rumbera Rosa Carmina, però en trobar-se compromesa en aquest moment a filmar una cinta a Espanya, va acabar sent protagonitzada per Yolanda Varela que va adquirir, a causa de l'èxit d'aquesta, la categoria d'estrella; Café Colón (1958), que va reunir de nou a María Félix i Pedro Armendáriz; ¿A dónde van nuestros hijos? (1958), protagonitzada per Dolores del Río; La tijera de oro (1958), amb Germán Valdés "Tin Tan"; El toro negro (1959); ¿Con quién andan nuestros locos? (1960), amb Rosa Carmina i Manuel "El Loco" Valdés, i Los jóvenes amantes (1971), amb Fanny Cano. El 1977 va estrenar Balún Canán, adaptació de la novel·la homònima de Rosario Castellanos.

### En el sexenni de José López Portillo
Durant el sexenni de José López Portillo va col·laborar per la Dirección General de Radio, Televisión y Cinematografía (RTC), aleshores dirigida per Margarita López Portillo, i va ser director general de la Corporación Nacional Cinematográfica (Conacine) fins a 1982. Va ser membre honorari de l'Academia Mexicana de Artes y Ciencias Cinematográficas.

### El cinema com a diversió, no com a cultura
En una entrevista que va donar al periòdic El Heraldo de México va declarar que estava convençut que «el cinema no ha de ser considerat element o vehicle de cultura, perquè aquest sempre ha estat vehicle de diversió». Per ell, acceptar el cinema com un element de cultura era un pensament tercermundista, ja que «el cinema és la creació d'un conjunt de persones. La determinació del director per fer una pel·lícula no depèn de la seva pròpia iniciativa, sinó de l'acció d'un grup de col·laboradors. Si falta algun d'ells, això repercuteix inevitablement en el producte final».

## Televisió
A principis de la dècada de 1950 va col·laborar en la companyia Teleproducciones, per a la qual va realitzar setze documentals. Durant la següent dècada va dirigir més de cent programes de televisió a Espanya, on va radicar per un període de quinze anys. D'entre aquests programes destaca la sèrie intitulada Tauromaquia, amb la qual va obtenir un gran èxit, perquè va ser el primer document televisiu que va mostrar el món taurí des dels seus diferents perspectives. Unes altres de les seves produccions més destacades van ser Los amantes viajeros i Cuentos y leyendas.
També va portar a la pantalla petita la novel·la de Camilo José Cela Timoteo el incomprendido, protagonitzada per Fernando Rey i Mari Carrillo i produïda per Televisión Española, que dirigia aleshores Adolfo Suárez. En tornar a Mèxic va ser director creatiu del Canal 13 XHDF, aleshores propietat del Govern Federal de Mèxic. En 1976 es va exercir com a subdirector de Televisió Rural de la Direcció General de Ràdio, Televisió i Cinematografia (RTC).

## Filmografia
Pel·lícules dirigides:
- Raíces, en 1954.
- Los amantes, en 1956.
- ¿A dónde van nuestros hijos?, en 1958.
- Ladrones de niños, en 1958.
- Café Colón, en 1959.
- El vestido de novia, en 1959.
- Infierno de almas, en 1960.
- Rebelde sin casa, en 1960.
- Las hermanas Karambazo, en 1960.
- La tijera de oro, en 1960.
- Póker de reinas, en 1960.
- Pistolas invencibles, en 1960.
- Tin Tan y las modelos, en 1960.
- El toro negro, en 1960.
- La ley de las pistolas, en 1960.
- Peligros de juventud, en 1960.
- Muñecos infernales, en 1960.
- Con quien andan nuestros locos, en 1961.
- Amor a balazo limpio, en 1961.
- The Time and the Touch, en 1962.
- Frankestein, el vampiro y la compañía, en 1962.
- Espiritismo, en 1962.
- Los amantes (versió amb Fanny Cano), en 1962.
- A ritmo de twist, en 1962.
- El tigre negro, en 1962.
- Santo contra los zombies, en 1962.
- Los pistoleros, en 1962.
- La viuda, segmento de Amor, amor, amor, en 1965.
- Los jóvenes amantes, en 1971.
- Las tres perfectas casadas, con Mauricio Garcés, Saby Kamalich i Irán Eory, en 1973.
- Balún Canán, adaptació de la novel·la homònima de Rosario Castellanos protagonitzada por Saby Kamalich, en 1977.
- El fantasma del lago, en 1981.
- Alicia en el país del dólar, en 1988.
- Arriba el telón, en 1989.
- El rey de los taxistas, en 1989.
- Objetos sexuales, en 1990.
- Yo hice a Roque III, en 1993.
- Hasta que los cuernos nos separen, en 1995.

Va ser productor d' Enamorada el 1976 i Mundo mágico el 1983. A la Sociedad General de Escritores de México (SOGEM) es troben registrats els títols inédits de A volar pelícanos, La bella durmiente del bosque, Pachucos y muy machos, ¿o no?, Fatman y Tacoman, La señora Robinson Crusoe i 500 años.

## Premis i distincions
Festival Internacional de Cinema de Canes
| Año  | Categoría           | pel·lícula | Resultado |
| ---- | ------------------- | ---------- | --------- |
| 1955 | Premi de la Crítica | Raíces     | Guanyador |